# San Marinos Grand Prix 2000
San Marinos Grand Prix 2000 var det tredje av 17 lopp ingående i formel 1-VM 2000.

## Resultat
1. Michael Schumacher, Ferrari, 10 poäng
2. Mika Häkkinen, McLaren-Mercedes, 6
3. David Coulthard, McLaren-Mercedes, 4
4. Rubens Barrichello, Ferrari, 3
5. Jacques Villeneuve, BAR-Honda, 2
6. Mika Salo, Sauber-Petronas, 1
7. Eddie Irvine, Jaguar-Cosworth
8. Pedro Diniz, Sauber-Petronas
9. Alexander Wurz, Benetton-Playlife
10. Johnny Herbert, Jaguar-Cosworth
11. Giancarlo Fisichella, Benetton-Playlife
12. Ricardo Zonta, BAR-Honda
13. Gaston Mazzacane, Minardi-Fondmetal
14. Jos Verstappen, Arrows-Supertec
15. Jarno Trulli, Jordan-Mugen Honda (varv 58, växellåda)

### Förare som bröt loppet
- Pedro de la Rosa, Arrows-Supertec (varv 49, snurrade av)
- Ralf Schumacher, Williams-BMW (45, bränslesystem)
- Jean Alesi, Prost-Peugeot (25, hydraulik)
- Nick Heidfeld, Prost-Peugeot (22, hydraulik)
- Jenson Button, Williams-BMW (5, motor)
- Marc Gené, Minardi-Fondmetal (5, snurrade av)
- Heinz-Harald Frentzen, Jordan-Mugen Honda (4, växellåda)

## VM-ställning
| Förarmästerskapet 1. Michael Schumacher, Ferrari, 30 2. Rubens Barrichello, Ferrari, 9 3. Giancarlo Fisichella, Benetton-Playlife, 8 | Konstruktörsmästerskapet 1. Ferrari, 39 2. McLaren-Mercedes, 10 3. Benetton-Playlife, 8 |